# Biatlo nos Jogos Olímpicos de Inverno de 1964
O biatlo nos Jogos Olímpicos de Inverno de 1964 realizou-se em Innsbruck, na Áustria.
Como na edição anterior, consistiu de um único evento disputado apenas por homens no formato de 20 quilômetros de esqui cross-country, com séries de vinte tiros durante quatro períodos determinados através das distâncias de 250m, 200m, 150m e 100 metros. Nos três primeiros períodos os tiros foram realizados na posição deitada, e no último em pé. Cada erro ao alvo ocasionou no acréscimo de dois minutos de penalidade ao tempo final do competidor.

## Medalhistas
| Ouro   | URS Vladimir Melanin   |
| Prata  | URS Aleksandr Privalov |
| Bronze | NOR Olav Jordet        |

## Resultados
| Posição           | Atleta                      | Tempo     | Penalidade por erros ao alvo | Tempo total |
| ----------------- | --------------------------- | --------- | ---------------------------- | ----------- |
| Medalha de ouro   | URS Vladimir Melanin        | 1:20:26.8 | 0                            | 1:20:26.8   |
| Medalha de prata  | URS Aleksandr Privalov      | 1:23:42.5 | 0                            | 1:23:42.5   |
| Medalha de bronze | NOR Olav Jordet             | 1:22.38.8 | 2                            | 1:24:38.8   |
| 4                 | NOR Ragnar Tveiten          | 1:19:52.5 | 6                            | 1:25:52.5   |
| 5                 | ROM Vilmoş Gheorghe         | 1:22:18.0 | 4                            | 1:26:18.0   |
| 6                 | POL Józef Rubiś             | 1:22:31.6 | 4                            | 1:26:31.6   |
| 7                 | URS Valentin Pshenitsyn     | 1:22:59.0 | 4                            | 1:29:59.0   |
| 8                 | FIN Hannu Posti             | 1:25:16.5 | 2                            | 1:27:16.5   |
| 9                 | SWE John Güttke             | 1:24:02.4 | 4                            | 1:28:02.4   |
| 10                | URS Nikolay Puzanov         | 1:21:21.5 | 8                            | 1:29:21.5   |
| 11                | NOR Jon Istad               | 1:23:24.8 | 6                            | 1:29:24.8   |
| 12                | SWE Sture Ohlin             | 1:25:46.0 | 4                            | 1:49:46.0   |
| 13                | FIN Antti Tyrväinen         | 1:22:09.0 | 8                            | 1:30:09.0   |
| 14                | ROM Constantin Carabela     | 1:30:59.0 | 00                           | 1:30:59.0   |
| 15                | FIN Veikko Hakulinen        | 1:19:37.9 | 12                           | 1:31:37.9   |
| 16                | USA Charlie Akers           | 1:28:24.9 | 4                            | 1:32:24.9   |
| 17                | SWE Sven-Olof Axelsson      | 1:21:13.6 | 12                           | 1:33:13.6   |
| 18                | POL Stanisław Szczepaniak   | 1:27:43.5 | 6                            | 1:33:43.5   |
| 19                | JPN Yuji Yamanaka           | 1:29:51.8 | 4                            | 1:33:51.8   |
| 20                | POL Józef Gąsienica Sobczak | 1:22:00.6 | 12                           | 1:34:00.6   |
| 21                | EUA Hans-Dieter Riechel     | 1:28:30.9 | 6                            | 1:34:30.9   |
| 22                | NOR Ola Wærhaug             | 1:24:38.0 | 10                           | 1:34:38.0   |
| 23                | FIN Esko Marttinen          | 1:24:50.2 | 10                           | 1:34:50.2   |
| 24                | EUA Egon Schnabel           | 1:30:53.0 | 4                            | 1:34:53.0   |
| 25                | SWE Sten Eriksson           | 1:23:27.8 | 12                           | 1:35:27.8   |
| 26                | JPN Yoshio Ninomine         | 1:29:38.6 | 6                            | 1:35:38.6   |
| 27                | ROM Gheorghe Cimpoia        | 1:29:44.6 | 6                            | 1:35:44.6   |
| 28                | AUT Hansjörg Farbmacher     | 1:28:11.3 | 8                            | 1:36:11.3   |
| 29                | GBR John Dent               | 1:30:27.2 | 6                            | 1:36:27.2   |
| 30                | USA William Spencer         | 1:28:49.8 | 8                            | 1:36:49.8   |
| 31                | EUA Helmut Klöpsch          | 1:32:08.5 | 6                            | 1:38:08.5   |
| 32                | FRA Paul Romand             | 1:22:51.2 | 16                           | 1:38:51.2   |
| 33                | EUA Dieter Ritter           | 1:22:51.4 | 16                           | 1:38:51.4   |
| 34                | AUT Walter Müller           | 1:25:12.3 | 14                           | 1:39:12.3   |
| 35                | POL Stanisław Styrczula     | 1:32:52.1 | 8                            | 1:40:52.1   |
| 36                | USA Peter Lahdenpera        | 1:27:04.7 | 16                           | 1:43:04.7   |
| 37                | GBR Alan Notley             | 1:36:10.3 | 10                           | 1:46:10.3   |
| 38                | MGL Bayanjavyn Damdinjav    | 1:32:19.7 | 14                           | 1:46:19.7   |
| 39                | USA Paul Renne              | 1:34:45.9 | 12                           | 1:46:45.9   |
| 40                | GBR John Arthur Moore       | 1:27:49.4 | 20                           | 1:47:49.4   |
| 41                | AUT Adolf Scherwitzl        | 1:36:12.7 | 12                           | 1:48:12.7   |
| 42                | MGL Bizyaagiin Dashgai      | 1:31:26.0 | 20                           | 1:51:26.0   |
| 43                | GBR Roderick Tuck           | 1:33:55.5 | 18                           | 1:51:55.5   |
| 44                | MGL Tudeviin Lkhamsüren     | 1:37:10.1 | 16                           | 1:53:10.1   |
| 45                | SUI Marcel Vogel            | 1:29:14.1 | 24                           | 1:53:14.1   |
| 46                | SUI Erich Schönbächler      | 1:29:59.5 | 24                           | 1:53:59.5   |
| 47                | SUI Willy Junod             | 1:28:00.7 | 26                           | 1:54:00.7   |
| 48                | SUI Peter Gerig             | 1:30:32.5 | 32                           | 2:20:32.5   |
| 49                | MGL Tsambyn Danzan          | 1:36:45.6 | 30                           | 2:06:45.6   |
| -                 | AUT Paul Ernst              | DNF       | DNF                          | DNF         |
| -                 | ROM Nicolae Bărbăşescu      | DNF       | DNF                          | DNF         |

- Legenda: DNF = Não completou a prova (Did not finish)